# Apodemus agrarius
Espèce
Statut de conservation UICN

 LC  : Préoccupation mineure
Le Mulot rayé (Apodemus agrarius) est une espèce de rongeurs, de la famille des Muridés (Muridae). On rencontre ce petit mammifère dans une grande partie du continent eurasien. Très prolifique, il peut causer des dégâts aux cultures et aux réserves.

## Dénominations
- Nom scientifique valide : Apodemus agrarius  (Pallas, 1771)[1]
- Nom normalisé (reconnu par les institutions scientifiques)  : Mulot rayé[2],[3],[4],[5]
- Noms vulgaires (vulgarisation scientifique) : Souris agraire [4], Souris des champs[4], Souris rayée[4] ou Souris rousse[4], Rat à bandes[4]
- Noms vernaculaires (langage courant), pouvant désigner éventuellement d'autres espèces : rat des champs[6],[4], souris ou mulot[7].

## Description
Ce mulot est reconnaissable à sa rayure dorsale noire qui part du museau, continue sur le dessus de la tête et s'étire le long de l'échine jusqu'à la queue. Il mesure au total de 14 à 21 cm, dont 6 à 9 cm de queue pour un corps de 8 à 12 cm de longueur,.

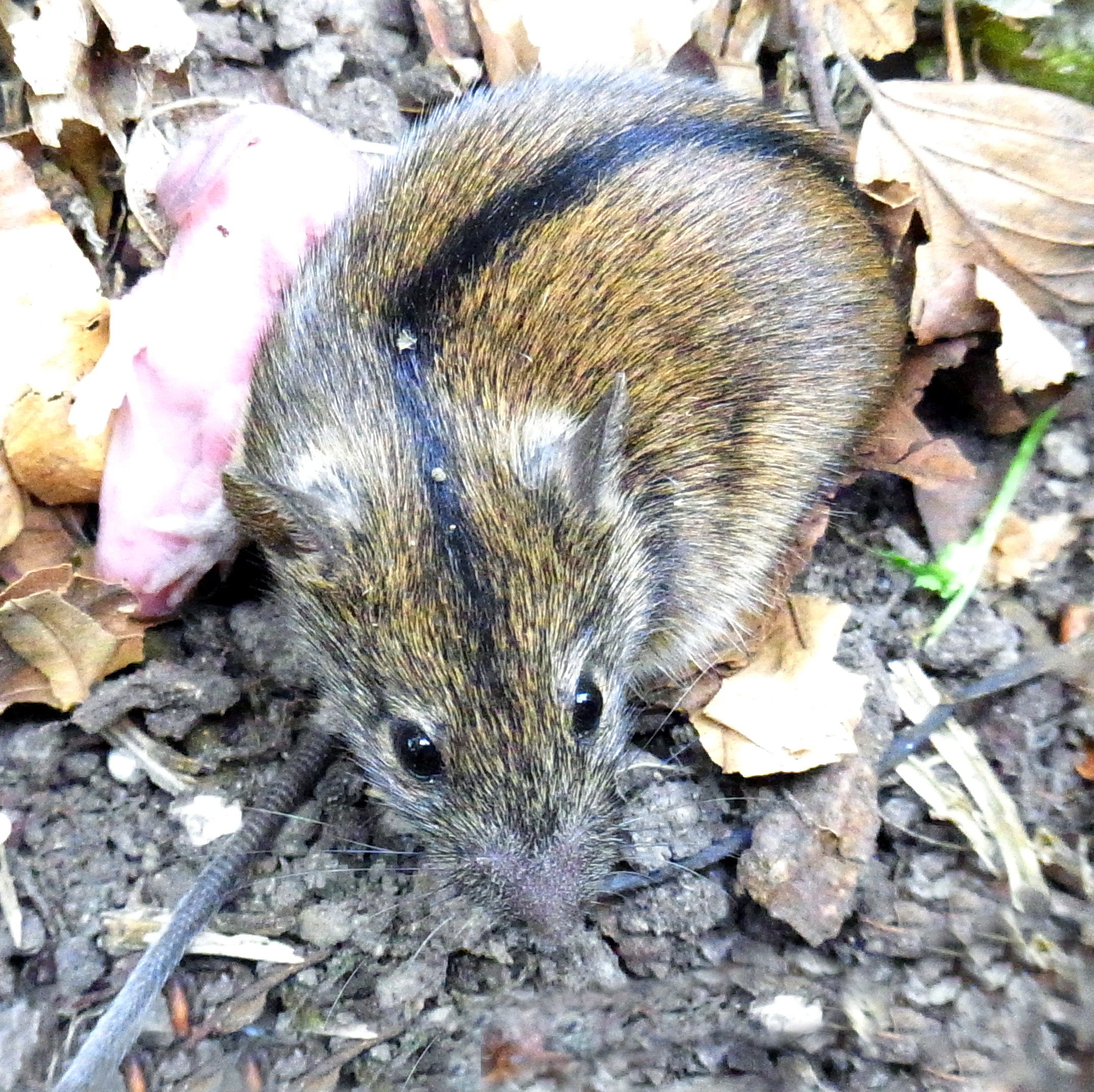
Mulot rayé (en Hongrie)
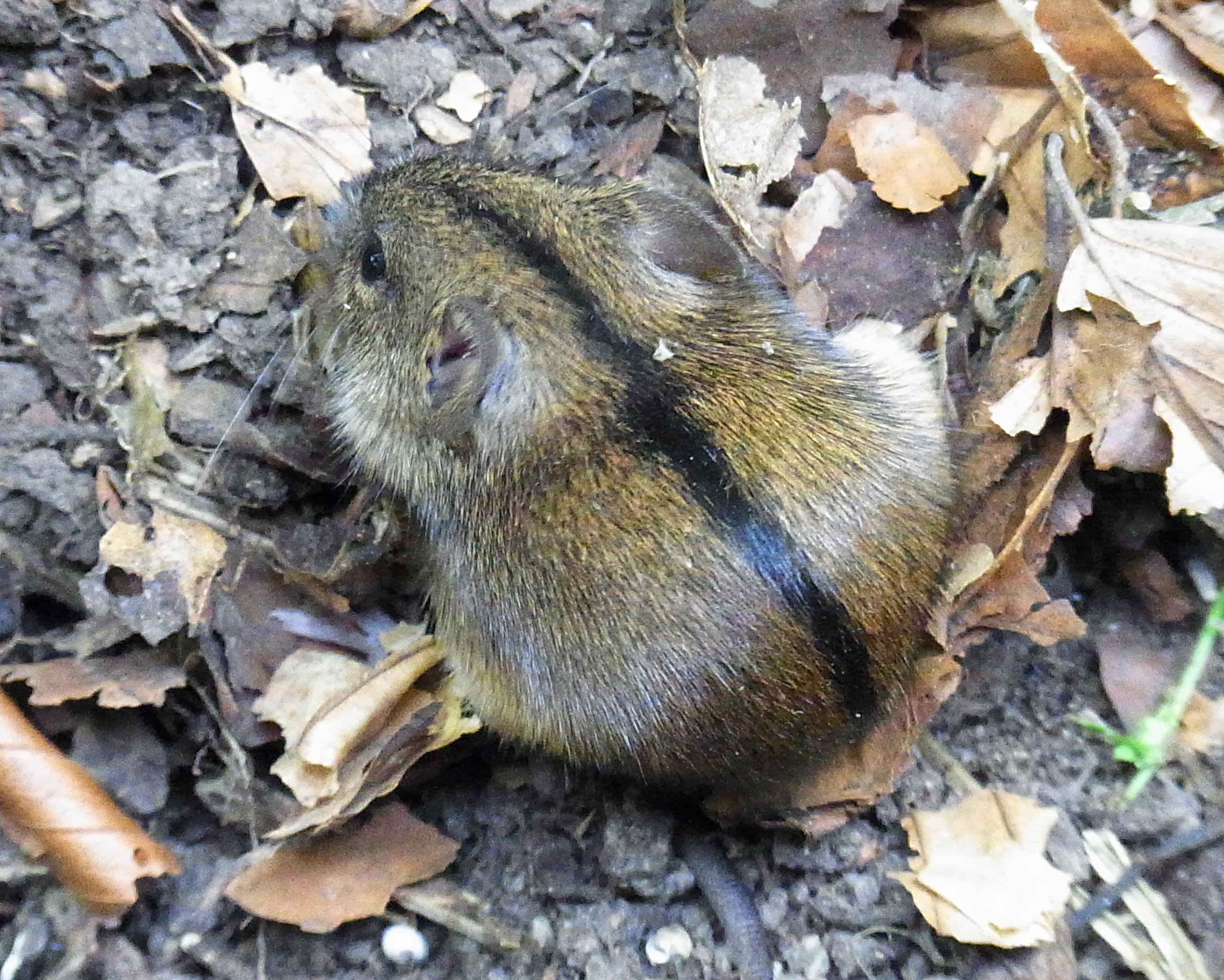
Vue dorsale
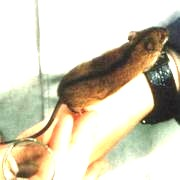
Sur un avant-bras humain

## Comportement et reproduction
Ce sont des animaux sauteurs agiles et bons nageurs. Ils creusent des terriers pour s’y réfugier la nuit. La femelle est capable de se reproduire toute l'année. Elle peut avoir 6 portées de 6 petits par an. Peu nomades, la majorité des individus vivent et meurent à moins de 180 m de leur lieu de naissance.
Leur régime alimentaire est très varié, composé de racines, de graines, de baies, de noix et d’insectes.

## Habitat et répartition
Il est présent principalement en Europe centrale et de l'est, en Asie centrale, en Sibérie du sud, Mandchourie, Corée, Chine du sud et Taïwan où il vit dans les champs et les bois, mais on le rencontre aussi à l'ouest jusqu'en France.

## Interaction écologique
Ce rongeur cause donc fréquemment des dégâts aux cultures et aux provisions. Il est aussi un vecteur potentiel de la fièvre hémorragique,.
C'est une source de nourriture pour de nombreux carnivores.
Il est souvent parasité par la tique Ixodes ricinus (notamment vectrice de la maladie de Lyme), avec un patron saisonnier — bimodal (deux pics, au printemps puis à l'automne) — distinct pour les larves (selon leur stade de développement). Ce rongeur semble être préférentiellement utilisé par les tiques adultes (qui s'y nourrissent), alors qu'il porte peu de nymphes (et alors essentiellement en mai). Plus ce mulot est mature, plus il porte de tiques, avec, pour des raisons incomprises, « une infestation significativement plus élevée chez les mâles matures que chez les femelles ainsi qu'une infestation par les tiques significativement plus élevée des hôtes matures que des immatures »s.